# Articulation de la main
Les articulations de la main sont les jointures synoviales situées à l'extrémité distale du membre supérieur.
Au niveau du poignet, se trouvent les articulations du carpe dont l'articulation médio-carpienne et l'articulation de l'os pisiforme.
Au niveau du métacarpe, entre les métacarpiens, les articulations intermétacarpiennes.
Entre le carpe et le métacarpe, se trouvent les articulations carpo-métacarpiennes.
Entre le métacarpe et les doigts, se trouvent les articulations métecarpo-phalangiennes qui relient les métacarpiens aux phalanges proximales.
Au niveau des doigts, se trouvent les articulations interphalangiennes entre les phalanges.